# El Quetzal
El Quetzal es un municipio de la República de Guatemala. Se encuentra en el suroeste del país, en el departamento de San Marcos. Contaba con 25,076 habitantes según el censo de 2018. Fue reconocido como municipio el 19 de junio del año 1900. Su principal actividad económica es la agricultura.

## Geografía física

### Clima
Cuenta con una diversidad de climas; el municipio presenta una estabilidad entre frío templando, mientras que en las aldeas del norte se encuentra un clima fio y en las del sur uno cálido.
La cabecera municipal de El Quetzal tiene clima tropical (Köppen: Am).
| Parámetros climáticos promedio de El Quetzal | Parámetros climáticos promedio de El Quetzal | Parámetros climáticos promedio de El Quetzal | Parámetros climáticos promedio de El Quetzal | Parámetros climáticos promedio de El Quetzal | Parámetros climáticos promedio de El Quetzal | Parámetros climáticos promedio de El Quetzal | Parámetros climáticos promedio de El Quetzal | Parámetros climáticos promedio de El Quetzal | Parámetros climáticos promedio de El Quetzal | Parámetros climáticos promedio de El Quetzal | Parámetros climáticos promedio de El Quetzal | Parámetros climáticos promedio de El Quetzal | Parámetros climáticos promedio de El Quetzal |
| Mes                                          | Ene.                                         | Feb.                                         | Mar.                                         | Abr.                                         | May.                                         | Jun.                                         | Jul.                                         | Ago.                                         | Sep.                                         | Oct.                                         | Nov.                                         | Dic.                                         | Anual                                        |
| -------------------------------------------- | -------------------------------------------- | -------------------------------------------- | -------------------------------------------- | -------------------------------------------- | -------------------------------------------- | -------------------------------------------- | -------------------------------------------- | -------------------------------------------- | -------------------------------------------- | -------------------------------------------- | -------------------------------------------- | -------------------------------------------- | -------------------------------------------- |
| Temp. máx. media (°C)                        | 28.8                                         | 29.1                                         | 30.0                                         | 30.0                                         | 29.8                                         | 28.2                                         | 29.0                                         | 29.3                                         | 28.5                                         | 28.3                                         | 28.7                                         | 28.7                                         | 29                                           |
| Temp. media (°C)                             | 22.8                                         | 23.0                                         | 23.8                                         | 24.2                                         | 24.3                                         | 23.2                                         | 23.6                                         | 23.8                                         | 23.5                                         | 23.2                                         | 23.3                                         | 22.9                                         | 23.5                                         |
| Temp. mín. media (°C)                        | 16.8                                         | 17.0                                         | 17.7                                         | 18.5                                         | 18.8                                         | 18.3                                         | 18.2                                         | 18.4                                         | 18.5                                         | 18.2                                         | 17.9                                         | 17.2                                         | 18                                           |
| Precipitación total (mm)                     | 34                                           | 43                                           | 96                                           | 228                                          | 469                                          | 668                                          | 544                                          | 592                                          | 737                                          | 673                                          | 194                                          | 66                                           | 4344                                         |
| Fuente: Climate-Data.org                     |                                              |                                              |                                              |                                              |                                              |                                              |                                              |                                              |                                              |                                              |                                              |                                              |                                              |

### Ubicación geográfica
El Quetzal está localizado en el departamento de San Marcos y sus colindancias son las siguientes:
- Norte: San Cristóbal Cucho, municipio del departamento de San Marcos
- Noroeste: La Reforma, municipio del departamento de San Marcos
- Sur: Coatepeque, municipio del departamento de Quetzaltenango[4]
- Este: Colomba, municipio del departamento de Quetzaltenango[4]
- Oeste: La Reforma y Nuevo Progreso, municipios del departamento de San Marcos

| Noroeste: La Reforma             | Norte: San Cristóbal Cucho |               |
| Oeste: La Reforma Nuevo Progreso |                            | Este: Colomba |
|                                  | Sur: Coatepeque            |               |

## Gobierno municipal
Los municipios se encuentran regulados en diversas leyes de la República, que establecen su forma de organización, lo relativo a la conformación de sus órganos administrativos y los tributos destinados para los mismos.  Aunque se trata de entidades autónomas, se encuentran sujetos a la legislación nacional y las principales leyes que los rigen desde 1985 son:
| N.º | Ley                                                | Descripción |
| --- | -------------------------------------------------- | --- |
| 1   | Constitución Política de la República de Guatemala | Tiene una regulación legal específica para los municipios en los artículos 253 al 262. |
| 2   | Ley Electoral y de Partidos Políticos              | Ley de carácter constitucional aplicable a los municipios en el tema de la conformación de sus autoridades electas. |
| 3   | Código Municipal                                   | Decreto 12-2002 del Congreso de la República de Guatemala. Tiene la categoría de ley ordinaria y contiene preceptos generales aplicables a todos los municipios, e inclusive contiene legislación referente a la creación de los municipios.             |
| 4   | Ley de Servicio Municipal                          | Decreto 1-87 del Congreso de la República de Guatemala. Regula las relaciones entra la municipalidad y los servidores públicos en materia laboral. Tiene su base constitucional en el artículo 262 de la constitución que ordena la emisión de la misma. |
| 5   | Ley General de Descentralización                   | Decreto 14-2002 del Congreso de la República de Guatemala. Regula el deber constitucional del Estado, y por ende del municipio, de promover y aplicar la descentralización y desconcentración económica y administrativa.                                |

El gobierno de los municipios está a cargo de un Concejo Municipal mientras que el código municipal —ley ordinaria que contiene disposiciones que se aplican a todos los municipios— establece que «el concejo municipal es el órgano colegiado superior de deliberación y de decisión de los asuntos municipales […] y tiene su sede en la circunscripción de la cabecera municipal»; el artículo 33 del mencionado código establece que «[le] corresponde con exclusividad al concejo municipal el ejercicio del gobierno del municipio».
El concejo municipal se integra con el alcalde, los síndicos y concejales, electos directamente por sufragio universal y secreto para un período de cuatro años, pudiendo ser reelectos.
Existen también las Alcaldías Auxiliares, los Comités Comunitarios de Desarrollo (COCODE), el Comité Municipal del Desarrollo (COMUDE), las asociaciones culturales y las comisiones de trabajo. Los alcaldes auxiliares son elegidos por las comunidades de acuerdo a sus principios y tradiciones, y se reúnen con el alcalde municipal el primer domingo de cada mes, mientras que los Comités Comunitarios de Desarrollo y el Comité Municipal de Desarrollo organizan y facilitan la participación de las comunidades priorizando necesidades y problemas.

## Educación
Cuenta con educación oficial, privada y por cooperativa, las cuales ofrecen los siguientes niveles: pre-primaria, primaria, básico y diversificado; existen también academias privadas de mecanografía y computación.

## Religión
La Parroquia «La Inmaculada Concepción» del municipio de La Reforma se fundó el 1 de enero de 1956 y originalmente abarcaba los municipios de La Reforma y El Quetzal. Su primer párroco fue el padre Jaime López, religioso franciscano, quien estuvo al frente de la Parroquia hasta el 5 de marzo de 1958.  En esa fecha fue sucedido por el padre Juan Bartolomé Bueno, quien a su vez dirigió la parroquia hasta el 31 de julio de 1960, fecha en que el padre Pedro López Nadal, originario de España, se hizo cargo. El 23 de abril de 1961, se concluyó la construcción del templo y fue bendecido e inaugurado por el Obispo de la Diócesis de San Marcos, CeIestino Fernández.  El padre López Nadal permaneció al frente de la Parroquia hasta el 25 de enero de 1964, y fue sucedido por el padre Juan Van Der Vaeren, quien la dirigió hasta diciembre de 1966.  Ahora bien, en 1965 el municipio de El Quetzal fue constituido en Parroquia con párroco propio y dejó de pertenecer a la Parroquia de La Reforma.

## Cultura
Su fiesta patronal se celebran en honor de San Diego de Alcala entre el 09 y 15 de noviembre, en Semana Santa es tradición realizar el baile y testamento de Judas el cual se realiza enfrente de las instalaciones municipales; también se festeja la independencia de Guatemala donde se llevan a cabo altares patrios y desfiles alegóricos.
- Deportes: se practica el fútbol y el baloncesto.

## Turismo
Entre sus atracciones turísticas está el teleférico de la finca Ona, balnearios, ríos y piscinas.